# Eddie de Jong
Eddie de Jong (né en 1950) est un auteur de bande dessinée néerlandais connu pour le duo qu'il forme depuis la fin des années 1960 avec son ami de lycée René Windig. 

## Biographie
Windig et De Jong sont d'abord réputés pour leurs parodies (souvent érotiques) de bandes dessinées jeunesse, initiées dans Aloha et poursuivies tout au long de leur carrière — et qui ne les empêchent pas de signer quelques histoires officielles de Donald Duck entre 1973 et 1975. Entre 1973 et 1982, ils publient cinq numéros de Gezellig & Leuk (« Le tranquille et le gentil »), d'après leur surnom. En 1982-1983, ils dirigent la revue alternative De Balloen.
En 1987, ils lancent le comic strip Heinz (nl), issu d'une série antérieure, et diffusé dès l'année suivante dans plusieurs quotidiens nationaux (Het Volk, De Nieuwe Gids (nl)) comme internationaux (Dagens Nyheter en Suède). Ils arrêtent cette série en 2000 pour se consacrer à un projet d'adaptation animée qui n'aboutit pas, la reprennent, en couleurs, de 2004 à 2006, puis se consacrent à nouveau à l'édition de leur œuvre commune et à des projets plus personnels, en particulier la sculpture pour de Jong.
Duo réalisant conjointement toutes les étapes de leurs œuvres communes, à l'instar des Français Dupuy-Berberian, Winding et De Jong associent à une immense connaissance de la culture populaire dessinée néerlandaise un esprit contestataire issu de la presse underground des années 1970.

## Récompense
- 1991 : Prix Stripschap, pour l'ensemble de son œuvre (avec René Windig)